# Куль-отыр
Куль-отыр (хант.: Кынь-Лунг) — персонаж ханты-мансийской мифологии, злой дух, хозяин Нижнего мира, антипод и брат Нуми-Торума.
По космогоническому мифу Куль-отыр воспользовался сном своего брата Нуми-Торума и пытался его утопить, но в результате появились лишь болота, кочки и ямы. Куль-отыр также повелевает болезнями и насылает их на людей.  От удара его посоха в земле образовалась дыра, из которой вылетели комары. Поручения Куль-отыра выполняет Самсай-ойка, “Невидимый старик”.
По одной из легенд Куль-отыр и Нуми-Торум решили создать людей. Куль-отыр сделал их из глины, а Нуми-Торум из древесины лиственицы.
Существует представление о связи Куль-отыра с Калтась-эква (женой Нуми-Торума)
Куль-отыр представлялся как богатырь (отыр, ср. батыр) в чёрной шубе. Ему в жертву приносили оленей темного цвета, мясо которых поедали участники обряда, а кровь выливали на землю, в преисподнюю.